# 2009 au Kirghizistan
Cet article présente les faits marquants de l'année 2009 au Kirghizistan.

## Évènements
- Samedi 17 janvier 2009 : Sous pression de la Russie, le gouvernement ordonne la fermeture d'une base aérienne américaine utilisée pour soutenir les opérations militaires en Afghanistan d'ici « quelques jours ».

- Mardi 3 février 2009 : Le président Kourmanbek Bakiev en visite à Moscou, annonce la décision de principe de fermer la base qui sert, depuis sa création fin 2001, de plate-forme de soutien logistique aux troupes de la coalition internationale engagées en Afghanistan et qui abrite 1 200 militaires. L'annonce a été faite aux côtés du président russe Dmitri Medvedev, quelques minutes après l'octroi au Kirghizstan d'un crédit russe de deux milliards de dollars (1,55 milliard d'euros).

- Mercredi 4 février 2009 : Le président bélarusse Alexandre Loukachenko annonce que la Russie et quatre autres pays de l'ex-URSS (Biélorussie, Kazakhstan, Kirghizstan et Tadjikistan) ont décidé à Moscou de créer un fonds commun de 10 milliards de dollars pour lutter contre les conséquences de la crise économique. Le même jour, les présidents de la Russie, de la Biélorussie, du Kazakhstan, et du Tadjikistan auxquels se joint de l'Ouzbékistan et l'Arménie décident de créer des « forces armées collectives » afin de répondre à d'éventuelles menaces extérieures.

- Vendredi 6 février 2009 : Selon la Maison-Blanche : « Le Kirghizstan a mis à disposition une base aérienne importante à Manas, qui a été d'une importance capitale pour nos efforts et les efforts de la coalition en Afghanistan, et nous attendons de travailler rapidement avec eux pour remédier à cette situation »[1].

- Jeudi 19 février 2009 : Le Parlement approuve à la quasi-unanimité la fermeture de la base aérienne américaine de Manas, près de la capitale, Bichkek. Cette base est utilisée par les États-Unis pour approvisionner leurs forces en Afghanistan. La décision de fermeture avait été faite en janvier par le président Kourmanbek Bakiev, en visite à Moscou, où il venait de recevoir une assistance russe de deux milliards de dollars, mais selon le gouvernement, la décision découle du refus de Washington de payer davantage pour conserver le droit d'employer Manas.

- Jeudi 27 février 2009 : Un responsable de l'organisation russe des droits de l'homme « Memorial » est refoulé à son arrivée à Bichkek. Cet évènement est dénoncé comme politique par le mouvement.

- Mardi 3 mars 2009 : Syrgak Abdyldaev, journaliste de l'hebdomadaire indépendant Reporter Bishkek, est agressé dans la soirée par quatre individus alors qu'il quittait son bureau dans la capitale Bichkek. Il a survécu après avoir reçu une trentaine de coups de couteau et a été hospitalisé, les mains et les côtes brisées et les avant-bras fracturés. L'hebdomadaire qui critique fréquemment le gouvernement du président Kourmanbek Bakiev, estime que cette agression pourrait vouloir signaler que les critiques acerbes envers le gouvernement ne seront plus tolérées.

- Dimanche 8 mars 2009 : un cadreur Bakhadir Kenjebaiev de la télévision se trouve hospitalisé en réanimation après avoir été sauvagement tabassé par des inconnus. La victime a survécu à cette agression après avoir reçu une trentaine de coups de couteau. C'est la deuxième agression contre un journaliste, à quelques jours d'intervalle. Selon le collectif de journalistes de la chaîne Och TV : « Nous estimons que des crimes de ce genre ont pour but d'intimider les journalistes et sont une atteinte à la liberté de la presse, comme c'était le cas pour le journaliste Syrgak Abdyldaev ».

- Jeudi 26 mars 2009 : deux journalistes ont été passés à tabac et dépouillés à Bichkek, la capitale. Les deux collègues, un homme et une femme qui travaillent dans un quotidien populaire local, ont été pris à partie par plusieurs inconnus au moment où ils quittaient leur lieu de travail au centre-ville.

- Vendredi 5 juin 2009 : le rédacteur en chef adjoint du journal « La politique libre », Abdouvakhab Moniev, a été sauvagement agressé par un inconnu et passé à tabac à Bichkek, la capitale. Souffrant de plusieurs fractures et de commotions cérébrales, la victime a été hospitalisée.

- Samedi 4 juillet 2009 : le journaliste indépendant Almaz Tachiev est violemment agressé et battu. Il est mort de ses blessures le 12 juillet à l'hôpital d'Och sans avoir repris connaissance[2].

- Jeudi 23 juillet 2009 : Le principal candidat de l'opposition Almazbek Atambaïev du Parti social-démocrate kirghiz se retire immédiatement de l'élection présidentielle et déclare : « En raison de violations massives et sans précédent, nous considérons cette élection illégitime [...] Nous allons retirer tous nos observateurs des bureaux de vote et demander que les résultats de l'élection soient considérés comme illégitimes [...] Nous refusons de participer à une telle élection »[3].

- Vendredi 24 juillet 2009 : Le président Kourmanbek Bakiev a été réélu pour un deuxième mandat et a recueilli 89,7 % des suffrages. L'opposition considère ses résultats comme truqués.

- Mercredi 29 juillet 2009 : Arrestation de 200 manifestants qui protestaient à Bichkek contre la réélection du président Kourmanbek Bakiev.